# Sterling K. Brown
Sterling Kelby Brown (St. Louis, 5 de abril de 1976) é um ator norte-americano. Vencedor de três Primetime Emmy Awards e um Globo de Ouro, foi indicado ao Oscar de Melhor Ator Coadjuvante por seu papel em American Fiction (2023). Em 2018, foi incluído na lista das 100 pessoas mais influentes do mundo da revista Time.
Brown ganhou destaque ao interpretar o advogado Christopher Darden na minissérie The People v. O. J. Simpson: American Crime Story, papel pelo qual recebeu o Emmy de Melhor Ator Coadjuvante em Série Limitada ou Telefilme. Em seguida, protagonizou a série dramática This Is Us (2016–2022), como Randall Pearson, vencendo o Emmy de Melhor Ator em Série Dramática. Também participou da série de comédia The Marvelous Mrs. Maisel (2019), da Amazon, e da série de suspense Paradise (2025), do Hulu.
No cinema, atuou em filmes como Marshall (2017), Black Panther (2018), Waves (2019), Hotel Artemis (2019), Honk for Jesus. Save Your Soul. (2022) e Biosphere (2023). Em animações, emprestou sua voz para Angry Birds 2 e Frozen 2, ambos lançados em 2019.

## Filmografia

### Filmes
| Ano  | Título                          | Papel                    | Diretor                  | Notas         |
| ---- | ------------------------------- | ------------------------ | ------------------------ | ------------- |
| 2002 | Brown Sugar                     | Colega de trabalho       | Rick Famuyiwa            |               |
| 2005 | Trust the Man                   | Rand                     | Bart Freundlich          |               |
| 2005 | Stay                            | Frederick / Devon        | Marc Forster             |               |
| 2008 | Righteous Kill                  | Rogers                   | Jon Avnet                |               |
| 2011 | Our Idiot Brother               | Omar Coleman             | Jesse Peretz             |               |
| 2013 | The Suspect                     | O outro suspeito         | Stuart Connelly          |               |
| 2015 | Mojave                          | Detetive Fletcher        | William Monahan          | Não-creditado |
| 2016 | Whiskey Tango Foxtrot           | Sargento Hurd            | Glenn Ficarra John Requa |               |
| 2016 | Spaceman                        | Rodney Scott             | Brett Rapkin             |               |
| 2017 | Marshall                        | Joseph Spell             | Reginald Hudlin          |               |
| 2018 | Black Panther                   | N'Jobu                   | Ryan Coogler             |               |
| 2018 | Hotel Artemis                   | Sherman / Waikiki        | Drew Pearce              |               |
| 2018 | The Predator                    | Agente Will Traeger      | Shane Black              |               |
| 2019 | Angry Birds 2 - O Filme         | Garry                    | Thurop Van Orman         | Voz           |
| 2019 | Waves                           | Ronald Williams          | Trey Edward Shults       |               |
| 2019 | Frozen II                       | Tenente Destin Mattias   | Chris Buck Jennifer Lee  | Voz           |
| 2020 | The Rhythm Section              | Marc Serra               | Reed Morano              |               |
| 2022 | Honk for Jesus. Save Your Soul. | Lee-Curtis Childs        | Adamma Ebo               | Produtor      |
| 2022 | Biosphere                       | Ray                      | Mel Eslyn                |               |
| 2023 | American Fiction                | Clifford "Cliff" Ellison | Cord Jefferson           |               |
| 2024 | Atlas                           | Coronel Elias Banks      | Brad Peyton              |               |
| 2025 | Is God Is                       |                          | Aleshea Harris           |               |
| TBA  | Voltron                         |                          | Rawson Marshall Thurber  |               |
| TBA  | The Gallerist                   |                          | Cathy Yan                |               |

### Televisão
| Ano           | Título                                          | Papel                 | Notas                                                    |
| ------------- | ----------------------------------------------- | --------------------- | -------------------------------------------------------- |
| 2002–2004     | Third Watch                                     | Oficial Edward Dade   | 9 episódios                                              |
| 2003          | Hack                                            | Rasheed Morgan        | 1 episódio                                               |
| 2003          | Tarzan                                          | Detetive Carey        | 2 episódios                                              |
| 2004          | ER                                              | Bob Harris            | 1 episódio                                               |
| 2004          | NYPD Blue                                       | Kelvin George         | 1 episódio                                               |
| 2004          | JAG                                             | Sargento Harry Smith  | 1 episódio                                               |
| 2005          | Boston Legal                                    | Zeke Borns            | 1 episódio                                               |
| 2005          | Starved                                         | Adam Williams         | 7 episódios                                              |
| 2006–2007     | Supernatural                                    | Gordon Walker         | 4 episódios                                              |
| 2006          | Alias                                           | Agent Rance           | 1 episódio                                               |
| 2006          | Smith                                           | Mr. Corey             | 1 episódio                                               |
| 2006          | Without a Trace                                 | Thomas Biggs          | 1 episódio                                               |
| 2007-2013     | Army Wives                                      | Roland Burton         | 107 episódios                                            |
| 2007          | Shark                                           | Quenton North         | 1 episódio                                               |
| 2007          | Standoff                                        | Russell Marsh         | 1 episódio                                               |
| 2008          | Eli Stone                                       | David Mosley          | 1 episódio                                               |
| 2010          | Medium                                          | Todd Gillis           | 1 episódio                                               |
| 2011          | Detroit 1-8-7                                   | Cameron Jones         | 1 episódio                                               |
| 2011          | The Good Wife                                   | Andrew Boylan         | 1 episódio                                               |
| 2011          | Harry's Law                                     | Mr. Thomas            | 1 episódio                                               |
| 2012          | Nikita                                          | Nick Anson            | 1 episódio                                               |
| 2012-2013     | Person of Interest                              | Detective Cal Beecher | 6 episódios                                              |
| 2013          | NCIS                                            | Elijah Banner         | 1 episódio                                               |
| 2014          | The Mentalist                                   | Agent Higgins         | 1 episódio                                               |
| 2014          | Masters of Sex                                  | Marcus                | 1 episódio                                               |
| 2015          | Castle                                          | Ed Redley             | 1 episódio                                               |
| 2015          | Criminal Minds                                  | Fitz                  | 1 episódio                                               |
| 2016          | American Crime Story                            | Christopher Darden    | 10 episódios                                             |
| 2016–2022     | This Is Us                                      | Randall Pearson       | Elenco Principal                                         |
| 2017          | Insecure                                        | Lionel                | 1 episódio                                               |
| 2017          | Running Wild with Bear Grylls                   | Ele mesmo             | 1 episódio                                               |
| 2018          | Brooklyn Nine-Nine                              | Phillip Davidson      | 1 episódio                                               |
| 2019          | The Unauthorized Bash Brothers Experience       | Sia                   | Especial de televisão                                    |
| 2019          | Sesame Street                                   | Ele mesmo             | Episódio: "Sesame Street's 50th Anniversary Celebration" |
| 2019          | The Marvelous Mrs. Maisel                       | Reggie                | 4 episódios                                              |
| 2019–2020     | One Day at Disney                               | Narrador              | 52 episódios                                             |
| 2020          | Kipo and the Age of Wonderbeasts                | Lio Oak               | Voz; papel principal                                     |
| 2020          | A West Wing Special to Benefit When We All Vote | Leo McGarry           | Recreation of "Hartsfield's Landing"                     |
| 2020          | Big Mouth                                       | Michael Angelo        | Voz, papel recorrente (4ª temporada)                     |
| 2021–2022     | Solar Opposites                                 | Halk                  | Voz, 10 episódios                                        |
| 2022–2023     | Interrupting Chicken                            | Papa                  | Voz, 12 episódios                                        |
| 2023–presente | Invincible                                      | Angstrom Levy         | Voz, 5 episódios                                         |
| 2025          | Paradise                                        | Xavier Collins        | Papel principal, também produtor executivo               |
| ASA           | Washington Black                                | Medwin Harris         | Papel principal, também produtor executivo               |

## Prêmios e indicações

#### Óscar
| Ano  | Categoria               | Indicação        | Notas    |
| ---- | ----------------------- | ---------------- | -------- |
| 2024 | Melhor Ator Coadjuvante | American Fiction | Indicado |

#### Emmy Awards
| Ano  | Categoria                                          | Indicação                                        | Notas    |
| ---- | -------------------------------------------------- | ------------------------------------------------ | -------- |
| 2016 | Melhor Ator Coadjuvante em Minissérie ou Telefilme | The People v. O.J. Simpson: American Crime Story | Venceu   |
| 2017 | Melhor Ator em Série Dramática                     | This is Us                                       | Venceu   |
| 2018 | Melhor Ator em Série Dramática                     | This is Us                                       | Indicado |
| 2018 | Melhor Ator Convidado em Série de Comédia          | Brooklyn Nine-Nine                               | Indicado |
| 2019 | Melhor Ator em Série Dramática                     | This is Us                                       | Indicado |
| 2020 | Melhor Ator em Série Dramática                     | This is Us                                       | Indicado |
| 2020 | Melhor Ator Coadjuvante em Série de Comédia        | The Marvelous Mrs. Maisel                        | Indicado |
| 2021 | Melhor Narração                                    | Lincoln: Divided We Stan                         | Venceu   |
| 2021 | Melhor Ator em Série Dramática                     | This is Us                                       | Indicado |

#### Globo de Ouro
| Ano  | Categoria                            | Indicação                                        | Notas    |
| ---- | ------------------------------------ | ------------------------------------------------ | -------- |
| 2017 | Melhor Ator Coadjuvante em Televisão | The People v. O.J. Simpson: American Crime Story | Indicado |
| 2018 | Melhor Ator em Série Dramática       | This is Us                                       | Venceu   |

#### SAG Awards
| Ano  | Categoria                              | Indicação                                        | Notas    |
| ---- | -------------------------------------- | ------------------------------------------------ | -------- |
| 2017 | Melhor Ator em Minissérie ou Telefilme | The People v. O.J. Simpson: American Crime Story | Indicado |
| 2017 | Melhor Ator em Série Dramática         | This is Us                                       | Indicado |
| 2018 | Melhor Ator em Série Dramática         | This is Us                                       | Venceu   |
| 2018 | Melhor Elenco em Série Dramática       | This is Us                                       | Venceu   |
| 2019 | Melhor Ator em Série Dramática         | This is Us                                       | Indicado |
| 2019 | Melhor Elenco em Série Dramática       | This is Us                                       | Venceu   |
| 2019 | Melhor Elenco em Cinema                | Black Panther                                    | Venceu   |
| 2024 | Melhor Elenco em Cinema                | American Fiction                                 | Indicado |
| 2024 | Melhor Ator Coadjuvante                | American Fiction                                 | Indicado |

#### Critics' Choice Awards
| Ano  | Categoria                                          | Indicação                                        | Notas    |
| ---- | -------------------------------------------------- | ------------------------------------------------ | -------- |
| 2016 | Melhor Ator Coadjuvante em Minissérie ou Telefilme | The People v. O.J. Simpson: American Crime Story | Venceu   |
| 2018 | Melhor Ator em Série Dramática                     | This is Us                                       | Venceu   |
| 2023 | Melhor Ator em Série Dramática                     | This is Us                                       | Indicado |
| 2024 | Melhor Ator Coadjuvante em Cinema                  | American Fiction                                 | Indicado |